# Пам'ятки Зіньківського району

## Будинок Воздвиженського (Воздвиженка), Зіньків
Будинок Воздвиженського (Воздвиженка) у Зінькові є історичною і архітектурною пам'яткою 19 століття. Цей оригінальний будинок зберігся до сьогодні без найменших змін у своєму декорі і архітектурному стилі. Він є візитівкою міста Зіньків.
Історія будинку
Будинок Воздвиженського побудований у 1897 році. Його власником був багатий поміщик і купець Воздвиженко. Спочатку приміщення будинку використовували для дворянських зборів. Згодом цю будівлю передали для потреб виконавчого комітету районної ради депутатів. Після Другої світової війни тут розташовувався гуртожиток Зіньківського державного професійно-технічного училища № 25. Зараз будинок перебуває у приватній власності.
Архітектура будівлі
Будинок Воздвиженка — цегляна будівля, має два поверхи. Він збудований у стилі романтичного модерну з елементами неоготики. Фасади оздоблені декоративними елементами у готичному стилі. Вікна високі й широкі, прямокутної форми. Дім має два великих балкони з металевими перилами. Навколо прибудинкової території встановлена цегляна огорожа, на доріжках вимощена бруківка. Внутрішні стіни покриті штукатуркою, встановлені дерев'яні сходи і постелено паркет. Внутрішні двері також дерев'яні. На сьогодні будинок відреставрований.

## Опішнянська ГЕС, Опішня
Опішнянська ГЕС, незважаючи на свою назву, збудована поблизу Опішні, у невеликому селі Міські Млини, де проживає трохи більше двох сотень людей.
Історія гідроелектростанції
Опішнянська ГЕС збудована у 1958 році на одній з найвідоміших річок України — Ворсклі, яка відома історичною битвою на її берегах у 1399 році. Спочатку гідроелектростанцію будували з метою забезпечення електроенергією містечка Опішня та довколишніх сіл. Бурхливі води Ворскли крутили турбіни Опішнянської ГЕС. Поруч збудували двоповерхову будівлю станції. Трохи нижче розташовані спускові шлюзи. Тут річка стає схожою на невеликий водоспад. Навколо гідроелектростанції простягається невелика лісосмуга. Береги річки Ворскла оповиті зеленню. Це місце чудово підходить для заміських пікніків. А любителі риболовлі зможуть привезти з Міських Млинів непоганий улов.

## Меморіальний музей-садиба Пошивайло
Меморіальний музей-садиба гончарської родини Пошивайлів був відкритий 24 липня 1999 року. Він присвячений стародавній гончарної династії в Опішному . Заснувала даний музей Євдокія Данилівна. Вона відокремила світлицю і почала наповнювати її народними картинами, старовинними іконами, вишитими рушниками, які просила або позичала для музею. Євдокія розмістила зібрані раритети поряд з родинною керамікою.
Гаврило Ничипорович Пошивайло — корифей української кераміки, тому саме його величезну гончарну колекцію зібрала хазяйка музею. Музей наповнений різноманітними експозиціями: вазами, дитячими іграшками-монетками, традиційним побутовим посудом, антропоморфічними і зооморфними скульптурами і багатьом іншим.

## Центр розвитку духовної культури, Опішня
Центр духовного розвитку знаходиться в Опішні Зіньківського району Полтавської області. Тут зібрані унікальні експонати культурної спадщини України. Це місце має популярність серед туристів з різних куточків світу.
Опис Центру розвитку
Центр розвитку духовної культури розташований в будівлі сільської ради. Експозиції музею займають кілька залів. Є кілька відкритих виставок у дворі. Центр був створений у 1997 році. Його мета — збереження культурної спадщини предків і розвиток сучасного духовного обличчя українців. Кожен куточок просякнутий любов'ю до історії рідного краю. У створенні експозицій музею брали участь не тільки жителі села, але і не байдужі люди з усієї України. Тут ви зможете не тільки доторкнутися до древніх залишків духовного життя племен і народностей, а й подивитися на роботи сучасних творців.
Експонати музею
Експозиція Центру досить різноманітна. Хронологія представлених робіт вимірюється тисячоліттями. Представлені такі експозиції: скіфська спадщина, роботи з каменю, гончарне мистецтво, виставка витинанки.

## Пам'ятник опішнянським воїнам, Опішня
Трагедія на Чорнобильській АЕС назавжди залишиться на сторінках української історії. На згадку про героїв-ліквідаторів в селі Опішня встановлено пам'ятник воїнам. Він встановлений в одному зі скверів селища.
Історія пам'ятника
Після аварії, багато військових було відправлені боротися з наслідками. У Чорнобиль були спрямовані і жителі Опішні. Пам'ятаючи подвиг цих чоловіків, жителі селища встановили цей меморіал. Пам'ятник Опішнянській воїнам виконаний вельми лаконічно. Але в його зовнішньому вигляді відображена вся суть, вчинку досконалого воїнами, які не шкодували своїх життів. А робили те, що потрібно для спасіння людей. Перед вами постають чотири чорні стовпа, утворюють три арки. Центральна арка вінчається позолоченим хрестом. Дві інших прикрашають дзвони. Вони немов дзвонять і нагадують оточуючим про ту страшну трагедію.

## Колегіум мистецтв, Опішня
Колегіум мистецтв у Опішні Зіньківського району Полтавської області входить в список найкращих шкіл мистецтв на території Європи. Тут вже не одне покоління зберігаються вікові традиції гончарства.
Опис колегіуму мистецтв
Опис колегіуму мистецтв Колегіум мистецтв у Опішні — державна спеціалізована художня школа-інтернат I—III ступенів. Школа була заснована в 2000 році за підтримки місцевої влади. З 2004 року школа підзвітна Міністерству культури і туризму України. Тут навчаються обдаровані творчі діти. У колегіумі працюють видатні вчителі та майстри гончарства. Тут діти проходять не тільки загальноосвітню програму. У досліджуваний матеріал також входять: гончарство, скульптура, технологія малюнка, живопис, креслення, історія мистецтв, основи кераметологіі, кольорознавство, основи композиції, основи Опішнянського гончарства та інше. Учні Опішнянського колегіуму серйозно ставляться до навчання. Вони є постійними учасниками фестивалів і конкурсів мистецтв. Найобдарованіші діти нагороджуються Урядової стипендією. Це заклад надає відмінне початкову художню освіту і відкриває величезні можливості для талановитих дітей. Викладацький склад школи високопрофесійний. Серед вчителів є лауреати державних премій мистецтв. З окремими візитами колегіум відвідують талановиті майстри гончарного мистецтва, кращі працівники гончарних майстерень. На базі школи часто проводяться гончарні симпозіуми.

## Будинок Кричевського-Лебіщака, Опішня
Опішня вважається центром українського гончарства. А будинок Кричевського-Лебіщака — серце цієї діяльності. Тут довгий час розміщувалася гончарна школа. Зараз у цих стінах розташувався музей.
Історія будинку Кричевського-Лебіщака
Історія будинку Кричевського-Лебіщака Будівля Кричевського-Лебіщака в Опішному з'явилося в 1916 році. Будинок побудований в популярному тоді архітектурному стилі — український модерн. Архітектором будинку був відомий український живописець В. Кричевський. Найпрославленіша його робота — український тризуб. У роботі йому також допомагав кераміст Ю. Лебіщака. З 1925 року цей будинок керамістів став називатися керамічної промисловою школою. Тут створювалися шедеври кераміки та гончарства. У 1929 році на базі цієї школи була утворена гончарна артіль «Художня кераміка». Навчаться майстерності місцевих творців приїжджали з усіх куточків країни. Пізніше будинок кераміки переріс у цех художньої кераміки. Але вже з 1986 року будинок Кричевського-Лебіщака діє як музей українського гончарства.
Експонати музею
Під дахом музею Кричевського-Лебіщака зібрані кращі експонати українського та світового гончарства. Експозиція охоплює кілька століть керамічного мистецтва. Працюють наступні виставкові зали: «Кераміка Опішнянського модерну», «Гончарні візії країни», «Сучасна кераміка України», «Особиста виставка родини Кричевських» та інші. Часто на базі музею проходять всілякі фестивалі та майстер-класи. В ході екскурсії ви зможете познайомитися з історією гончарства в Україні, побачити незвичайні керамічні вироби і дізнатися кілька секретів створення шедеврів з глини.

## Пам'ятник воїнам-інтернаціоналістам, Опішня
Пам'ятник воїнам-інтернаціоналістам встановлено в парку села Опішня Зіньківського району Полтавської області. Жителі села встановили його в пам'ять про загиблих земляків на фронтах інших країн.
Опис пам'ятника
У тихому центральному сквері Опішні, на одній з алей в 2004 році був встановлений пам'ятник воїнам-інтернаціоналістам. В оточенні дерев варто непоказний монумент. Він являє собою брилу граніту з пам'ятною табличкою, який встановлений на невеликому постаменті. На табличці викарбувані назви країн, у війнах яких брали участь деякі опошнянци. Воїни віддали свої життя за щастя і свободу інших людей з чужих для них країн. Це справжній подвиг! Вказані також дати тих військових конфліктів. Пам'ятник входить в десятку популярних пам'яток Опішні. Практично кожен турист приходить сюди вшанувати пам'ять загиблих. Тут завжди лежать вінки квітів.